# Kochankowie muzyki
Kochankowie muzyki (ang. The Music Lovers) – brytyjski dramat biograficzny z 1971 roku w reżyserii Kena Russella, z Richardem Chamberlainem i Glendą Jackson obsadzonymi w rolach głównych. Scenariusz filmu oparto na książce Beloved Friend − skompilowanej przez Catherine Drinker Bowen i Barbarę von Meck kolekcji prywatnej korespondencji, skupiającej się na życiu i karierze XIX-wiecznego rosyjskiego kompozytora Piotra Czajkowskiego. Zdjęcia kręcono w Bath oraz w Wilton House w hrabstwie Wiltshire.
Kochankowie muzyki to jeden z kilku biograficznych filmów Russella koncentrujących się na losach twórców muzycznych. Inne, podobne dzieła artysty to: Elgar (1962), Song of Summer (1968), Mahler (1974), Tommy (1975) i Lisztomania (1975). Projekt uchodzi za kultowy.

## Opis fabuły
Fabuła dotyczy kryzysów emocjonalnych Czajkowskiego. Widz poznaje szczegóły homoseksualnego romansu muzyka z hrabią Antonem Cziluwskim oraz przygląda się jego nieudanym relacjom z małżonką Antoniną Miliukową i beznadziejnie zakochaną protektorką Nadieżdą von Meck.

## Obsada
- Richard Chamberlain − Piotr Czajkowski
- Glenda Jackson − Antonina "Nina" Miliukowa
- Max Adrian − Nikołaj Rubinstein
- Christopher Gable − hrabia Anton Cziluwski
- Kenneth Colley − Modest Czajkowski
- Izabella Teleżyńska − Nadieżda von Meck
- Maureen Pryor − matka Niny
- Sabina Maydelle − Sasza Czajkowska
- Andrew Faulds − Dawidow
- Bruce Robinson − Aleksiej Sofronow
- Consuela Chapman − matka Czajkowskiego
- Imogen Claire − dama w bieli